# Черепівська волость
Черепівська волость — адміністративно-територіальна одиниця Путивльського повіту Курської губернії.
Станом на 1886 рік складалася з 8 поселень, 26 сільських громад. Населення — 5554 особи (2825 чоловічої статі та 2729 — жіночої), 723 дворових господарства.
|                     | Площа, десятин | У тому числі орної, дес. |
| ------------------- | -------------- | ------------------------ |
| Сільських громад    | 5266           | 4195                     |
| Приватної власності | 7237           | 4685                     |
| Іншої власності     | 161            | 123                      |
| Загалом             | 12664          | 9003                     |

Найбільші поселення волості:
- Черепівка — колишнє власницьке та державне село при річці Терн за 40 верст від повітового міста, 1934 особи, 292 двори, православна церква, школа, залізнична станція, 2 лавки, 37 вітряних млинів, паровий млин.
- Дмитрівка — колишнє власницьке село, 552 особи, 60 дворів, 37 вітряних млинів.
- Жуківка (Троїцьке) — колишнє власницьке та державне село при річці Терн, 1331 особа, 181 двір, православна церква, 25 вітряних млинів.
- Суховерхівка — колишнє власницьке село, 611 особи, 90 дворів, 11 вітряних млинів.